# Periscepsia rufipes
Periscepsia rufipes är en tvåvingeart som först beskrevs av Robineau-desvoidy 1830.  Periscepsia rufipes ingår i släktet Periscepsia och familjen parasitflugor.
Artens utbredningsområde är Frankrike. Inga underarter finns listade i Catalogue of Life.